# William Bartholomae
William August „Bart” Bartholomae Jr (ur. 23 stycznia 1893 w Los Angeles, zm. 5 stycznia 1964 w Newport Beach) – amerykański żeglarz, olimpijczyk.

## Życiorys
Bartholomae był kalifornijskim robotnikiem pracującym na polu naftowym. Zakupił ziemię, na której tuż po I wojnie światowej odkrył złoża ropy naftowej. Dzięki temu odkryciu pomnożył swój majątek. Zajął się później wydobyciem złota, hodowlą bydła i zarządzaniem nieruchomościami. Na początku lat 60. XX wieku jego majątek był szacowany na około 11 milionów dolarów.
Uczestnik Letnich Igrzysk Olimpijskich 1936. Wystartował w klasie 6 metrów (skład załogi łodzi Mystery stanowili: Morgan Adams, William Bartholomae, Charles Garner, Carl Paul, John Wallace), w której Amerykanie zajęli 9. miejsce wśród 11 sklasyfikowanych zespołów.
W styczniu 1964 roku przebywał w swojej posiadłości w Newport Beach, w której mieszkał ze swoim bratem Charlesem i jego żoną Carmen Gallardo, która niedawno urodziła potomka. W odwiedziny do rodziny Bartholomae przyjechała wówczas Minola, siostra Carmen. 5 stycznia podczas przygotowywania śniadania, Carmen Gallardo upadła na podłogę. Bartholomae postanowił jej pomóc. Podniósłszy nóż, którym Gallardo kroiła grzyby, do kuchni weszła siostra Carmen. Nie mówiąca po angielsku Minola wpadła we wściekłość myśląc, że Bartholomae dokonał przestępstwa na Carmen. Mimo jego protestów wyrwała nóż z ręki multimilionera i dwukrotnie dźgnęła go w brzuch, zabijając go na miejscu. Minola Gallardo stanęła przed sądem, jednak finalnie nie została skazana.
Był ojczymem Carla Paula, który wraz z nim startował na igrzyskach w 1936 roku.